# مناحم بيلو
مناحم 'ميكو' بيلو ((بالعبرية: מנחם בלו‏)؛ مواليد 26 ديسمبر 1947 في تل أبيب، الانتداب البريطاني على فلسطين) هو لاعب كرة قدم إسرائيلي دولي سابق كان يلعب كمدافع. اعتزل اللعب عام 1982 مع مكابي تل أبيب. سبق له أن لعب في كأس العالم لكرة القدم مع منتخب بلاده. بدأ مسيرته الرياضية عام 1963 مع مكابي تل أبيب.

## مسيرته الكروية
لعب مناحم بيلو خلال مسيرته الاحترافية مع نادِ واحدٍ في تسعة عشر موسمًا ولم يسجل خلالها أي هدف ضمن 496 مباراة. حيث فاز في خمسة مواسم بالكأس وفي خمسة مواسم بالدوري.
خاض مناحم بيلو مسيرته مع نادي مكابي تل أبيب في موسم 1963–64 ليلعب معه تسعة عشر موسمًا، مشاركًا في 496 مباراة ولم يسجل أي هدف.

## روابط خارجية
- مناحم بيلو على موقع الاتحاد الدولي (مؤرشف)  (الإنجليزية)
- مناحم بيلو على موقع قاعدة بيانات كرة القدم.إي يو (الإنجليزية)
- مناحم بيلو على موقع ناشيونال فوتبول تيمز (الإنجليزية)
- مناحم بيلو على موقع Soccerway.com (الإنجليزية)
- مناحم بيلو على موقع عالم كرة القدم.نت (الإنجليزية)
- مناحم بيلو على موقع أوليمبيديا (الإنجليزية)